# Westliche Weißohr-Riesenratte
Die Westliche Weißohr-Riesenratte (Hyomys dammermani) ist ein Nagetier aus der Gattung der Weißohr-Riesenratten (Hyomys). Sie wurde 1931 vom deutschen Zoologen Georg H. W. Stein im Weylandgebirge in Westneuguinea entdeckt und 1933 als Unterart der Goliathratte (Hyomys goliath) beschrieben. 1993 erhielt sie von Guy Musser und Michael D. Carleton Artstatus. Mit dem Artnamen wird der niederländische Zoologe Karel Willem Dammerman (1885–1951) geehrt.

## Merkmale
Die Westliche Weißohr-Riesenratte ist kleiner als die Goliathratte. Weibchen erreichen eine Kopf-Rumpf-Länge von 300 bis 322 mm, eine Schwanzlänge von 245 bis 318 mm, eine Hinterfußlänge von 56 bis 67 mm, eine Ohrenlänge von 25 bis 28 mm und ein Gewicht bis zu 985 g. Das einzige gemessene Männchen hat eine Kopf-Rumpf-Länge von 320 mm, eine Schwanzlänge von 273 mm, eine Hinterfußlänge von 52,1 mm, eine Ohrenlänge von 24,7 mm und ein Gewicht von 800 g. Im Vergleich zur Goliathratte ist der Schwanz proportional kürzer im Verhältnis zur Kopf-Rumpf-Länge (85 bis 89 Prozent bei der Westlichen Weißohr-Riesenratte gegen 95 bis 98 Prozent bei der Goliathratte). Zudem fehlen die weißen Haarbüschel um die Ohren. Die Deckhaare der Oberseite sind grau mit weißen Subterminalbändern. Die Unterseite ist stumpfweiß. Die Basis der Unterfellhaare ist grau, abgesehen von einem weißen Brustflecken. Die terminalen zwei Drittel des Schwanzes sind weiß. Die Schwanzschuppen sind kielförmig und gespitzt. Das Fell der Westlichen Weißohr-Riesenratte hat einen sehr auffälligen Geruch.
Die Zitzenformel beträgt 0/2=4.

## Vorkommen und Lebensraum
Das Verbreitungsgebiet der Westlichen Weißohr-Riesenratte erstreckt sich vom Arfakgebirge im Westen von Westneuguinea, über die Zentral-Kordillere und das Weylandgebirge bis in die Region von Mount Hagen im Osten, wo die  Goliathratte ihren Platz einnimmt. Es wird vermutet, dass weiter nördlich noch weitere Vorkommen in angemessenen Lebensräumen existieren. Dafür sind jedoch noch weitere Studien notwendig. Die Westliche Weißohr-Riesenratte bewohnt tropische Feuchtwälder, Waldränder und alte Gärten in Höhenlagen zwischen 1300 m und 2800 m.

## Lebensweise
Die Westliche Weißohr-Riesenratte bewohnt Erdhöhlen und ist zum größten Teil Bodenbewohner. Gelegentlich klettert sie auf Baumstümpfe. Sie geht in dichten Palmgras- oder Schwertgras-Beständen auf Nahrungssuche und ernährt sich von den Grastrieben. Gelegentlich fällt sie auf der Suche nach Süßkartoffeln in an Wälder angrenzende Gärten ein. Der Bau befindet sich immer auf dem Boden, häufig im Bereich umgefallener Bäume und insbesondere im Vorkommensgebiet von Schwertgras-Beständen. Die Westliche Weißohr-Riesenratte bringt nur ein Junges pro Wurf zur Welt.

## Status
Die IUCN listet die Westliche Weißohr-Riesenratte in die Kategorie „unzureichende Datenlage“ (data deficient). Weder das Verbreitungsgebiet noch der Grad der Gefährdung sind hinreichend studiert. Die Art könnte wegen der Bejagung und der geringen Wurfgröße für eine der Gefährdungskategorien infrage kommen. Andererseits könnte sich jedoch das Verbreitungsgebiet als weit größer herausstellen und keine größeren Bedrohungen vorliegen, was eine Einstufung in die Kategorie „nicht gefährdet“ (least concern) zur Folge hätte. Die Art gilt als Nahrungsquelle bei den indigenen Völkern und wird mit Hunden gejagt.